# Arístides Bastidas (khu tự quản)
Arístides Bastidas là một khu tự quản thuộc bang Yaracuy, Venezuela. Thủ phủ của khu tự quản Arístides Bastidas đóng tại San Pablo. Khự tự quản Arístides Bastidas có diện tích 74 km2, dân số theo điều tra dân số ngày 21 tháng 10 năm 2001 là 16839 người.